# 甲斐信枝
甲斐 信枝（かい のぶえ、1930年10月3日- 2023年11月30日）は、日本の絵本作家。広島県出身。京都府京都市右京区在住。

## 経歴
広島県の田畑が広がる農村地帯で、姉と弟三人とともに育った。広島県立高等女学校（府中高等女学校とも）3年のころから、疎開してきていた清水良雄（光風会会員、童話雑誌「赤い鳥」の画家）に師事する。清水の没後上京し、慶応義塾大学精神神経科に教授秘書として勤めていたが、やがて画家になることを決意する。帯の絵付けや、子どもに絵を教える仕事などさまざまなアルバイトをしながら、鈴木寿雄に童画を学んだ。
1970年に紙芝居『もんしろちょうとからすあげは』（童心社）を出版し、以後、身近な自然を題材にした科学絵本を手掛ける。
絵本作家として「対象物への興味と愛情から対象に近づき、相手から受けた驚きや感動を、絵と言葉とによってお子さんに伝える」姿勢を大切にし、福音館書店から最初に出版する絵本のテーマとして、自身が幼少時から親しみ関心を持ってきた雑草を選び、1972年に『ざっそう』を刊行した。また、『こがねぐも』では、蜘蛛の専門家である八木沼健夫の助言を受けながら自宅でコガネグモを飼育し、刺身を与えるなどしながら生態を観察した経験を絵本にした。
1979年の春から5年にわたって比叡山の麓に畑跡を借り、観察を続けて描いた『雑草のくらし－あき地の五年間－』で第8回絵本にっぽん賞（1985年）、第17回講談社出版文化賞を受賞。
NHK総合テレビジョンのドキュメンタリー「足元の小宇宙 絵本作家と見つける生命のドラマ」（放送日2016年11月23日）で、嵯峨野の里山と向き合う様子を密着取材された。2017年には同局の続編が「足元の小宇宙II 絵本作家と見つける“雑草”生命のドラマ」として甲斐を紹介した。
2023年11月30日、老衰のため死去。93歳没。

## 受賞
- 第8回絵本にっぽん賞（1985年[11]）『雑草のくらし－あき地の五年間－』。
- 第17回講談社出版文化賞[5][12]『雑草のくらし－あき地の五年間－』。

## 著書
- 『もんしろちょうとからすあげは』（童心社　1970）※紙芝居
- 『わたしのあげは』（しぜんのくに1971年8月号　すずき出版）
- 『ざっそう』 （かがくのとも1972年9月号・書籍（はじめてであう科学絵本）1976　福音館書店)
- 『もんしろちょう』（しぜんのくに1974年3月号　すずき出版）
- 『あしながばち』（かがくのとも1975年6月号・書籍1984　福音館書店)
- 『きゃべつばたけの　いちにち』（かがくのとも1976年5月号・書籍1984　福音館書店)
- 『すじぐろルルのぼうけん』（童心社　1976）※紙芝居
- 『ひがんばな』（かがくのとも1977年9月号・書籍1982　福音館書店)
- 『みのむし : ちゃみのがのくらし』（かがくのとも1979年2月号・書籍1984　福音館書店)
- 『たけ : もうそうだけのおやこ』（かがくのとも1980年5月号・書籍1984、2004　福音館書店)
- 『こがねぐも』（かがくのとも1982年9月号・書籍1984　福音館書店) 八木沼健夫監修
- 『たんぽぽ』 （金の星社 1984）
- 『雑草のくらし : あき地の五年間』（福音館書店 1985）
- 『たねがとぶ』（かがくのとも1987年4月号・書籍1993　福音館書店）
  - 朝鮮語版『풀씨가 날아가요』（과학 친구들シリーズ、ソウル：ベトルブック　2003）
- 『のえんどうと100にんのこどもたち』（こどものとも1989年9月号、書籍1993　福音館書店)。〈こどものともコレクション〉2011。
- 『大きなクスノキ』（金の星社 1991)
- 『ちょうちょはやくこないかな』 （年少版こどものとも1992年4月号・書籍1997　福音館書店)
- 『つくし』（かがくのとも1994年3月号・書籍1997　福音館書店)
- 『ブナの森は生きている』（福音館書店 1996)
- 『ふきのとう』（かがくのとも2000年2月号・書籍2004　福音館書店）森田竜義監修
- 『のげしとおひさま = THE SOWTHISTLE AND THE SUN』（ちいさなかがくのとも2007年5月号・書籍2015　福音館書店）
- 『小さな生きものたちの不思議なくらし』（福音館書店 2009）[16]
- 『稲と日本人』（福音館書店 2015）佐藤洋一郎 監修[7][17]
- 『きゃべつばたけのぴょこり』（幼児絵本ふしぎなたねシリーズ　福音館書店 2017）
- 『ちいさなかえるくん』（幼児絵本ふしぎなたねシリーズ　福音館書店 2017）
- 『あしなが蜂と暮らした夏』（中央公論新社 2020）
- 『足元の小宇宙 ~絵本作家・甲斐信枝と見つける生命のドラマ~』（NHKエンタープライズ　2017）。長澤まさみ（語り）、DVD1枚。ドキュメンタリー/セル/ステレオ・ドルビーデジタル/片面一層/カラー、本編45分+特典、EAN 4988066220616。2016年11月23日、NHK総合の放送番組を編集。
- 「90歳の絵本作家、大切なことは草や虫たちが教えてくれた : 無駄ほど大事なものはない」（特集 暮らしも遊びも お金をかけず、楽しく豊かに）『婦人公論』中央公論新社、第106巻第8号 (通号1563)、2021年4月、16-20頁。国立国会図書館書誌ID:031379153。